# Estación José Santos Arévalo
José Santos Arévalo (o simplemente Arévalo) es una estación ferroviaria abandonada, ubicada en la localidad homónima, partido de Lobos, Provincia de Buenos Aires, Argentina.
Pertenece al Ferrocarril General Roca de la Red ferroviaria argentina, en el ramal que une la estación Empalme Lobos y Carhué.

## Servicios
No presta servicios de pasajeros desde el 30 de junio de 2016 debido a la suspensión de todos los servicios de la empresa Ferrobaires.

## Ubicación e Infraestructura
Está ubicada a la vera de la Ruta Provincial 40, a 9 km del tramo de la Ruta Provincial 41 que une las localidades de Navarro y Lobos.
La estación posee una característica peculiar, ya que la construcción posee, del lado del andén, un pequeño cubículo de 2 m de profundidad.

## Historia
El ramal entre Empalme Lobos y 25 de Mayo fue habilitado el 10 de enero de 1898. Sin embargo la construcción de la estación data de 22 años después, del 27 de julio de 1920, por medio de la Resolución del Ferrocarril.

### Toponimia
El nombre de la localidad y de la estación recuerda al político, jurisconsulto, legislador y tribuno, Dr. José Santos Arévalo, quien fue el donante de los terrenos donde se encuentra la estación y dueño de los campos que la rodean. Arévalo era nieto del Coronel Domingo Soriano Arévalo, quien participó en las guerras civiles argentinas.